# Conchobar mac Taidg Mór
Pour les articles homonymes, voir Conchobar mac Taidg.
Conchobar mac Taidg Mór (mort en 882) est roi de Connacht issu des Uí Briúin une lignée des
Connachta. Il est le petit-fils de Muirgius mac Tommaltaig (mort en 815), un précédent roi Son père Tadg Mór (mort en 810) est tué en combattant lors des guerres de Muirgius, contre des tribus mineures du Connacht Il appartient au Síl Muiredaig sept des Uí Briúin. Il est l'ancêtre éponyme du sept des Ó Conchobhair du Connacht.

## Biographie
La datation précise de son règne est incertaine. La « Liste de Rois » du Livre de Leinster lui accorde un règne de 27 ans
soit environ entre 855 à 882 La mort de Mugron mac Máele Cothaid Leth rí Connacht avec qui il exerce une corégence est mentionnée en 872.
À cette époque le Connacht est sujet de l'Ard ri Erenn. En 860 les hommes du Connacht participent à l'expédition de l'Ard ri Mael Seachnaill Ier mac Mael Ruanaid (mort en 862) du Clan Cholmáin contre les Ui Neill du Nord. Ils progressent jusqu'à Mag Dumai, près d'Armagh, où leur camp est attaqué mais ils repoussent cette contre-offensive et l'expédition se termine par un statu quo. En 863 le nouvel Ard ri Áed Findliath (mort en 879) du Cenél nEógain doit entreprendre une expédition dans le Connacht pour imposer son autorité,.

Conchobar combat aux côtés de l'Ard ri Áed Findliath contre Flann mac Conaing (mort en 868), roi de Brega, et ses alliés Vikings lors de la bataille de Cell Ua nDaigri en 868. Bien qu'inférieurs en nombre ils remportent la victoire. Un roi vassal de Conchobar, Mannachan, des Ui Briuin Na Sinna tue de sa main Flann; ce qui est célébré:

Grand fut le triomphe de Mannachan, le héros de féroce valeur, d'avoir eu la tête du fils de Conaing entre ses mains, et de l'avoir présentée au fils de Tadhg
Les Annales fragmentaires d'Irlande relèvent un raid viking dans le Connacht lors de leur progression vers Limerick en 867 mais
ils tombent dans une embuscade tendue par les hommes du Connacht et sont défaits. En 873 le Connacht est attaqué par Dúnchad mac Duib-dá-Bairenn (mort en 888), le roi de Munster et Cerball mac Dúnlainge (mort en 888), roi d'Osraige.
L'héritier présomptif du Connacht, Abán fils de Cinaed est tué par Sochlachán fils de Diarmait en 867 et en 872 son corégent Mugron mac Máele Cothaid (Leth ri Connacht) meurt. Conchobar lui-même meurt très âgé en 882, selon les annales.

## Union et postérité
Conchobar avait épousé Ailbe, une fille de l'Ard ri Máel Sechnaill mac Máele Ruanaid. Les fils de Conchobar: Áed mac Conchobair (mort en 888), Tadg mac Conchobair (mort en 900) et Cathal mac Conchobair (mort 925) seront rois de Connacht. Les descendants de Cathal prendront le nom de Ua Conchobair ( O'Connor), les descendants d'un autre fils de Conchobar nommé Máel Cluiche (mort en 913)

## Sources
- (en) "Conchobar", par Ailbhe Mac Shamhráin, p. 730–31, volume deux, Dictionary of Irish Biography, 2009.
- (en) Francis John Byrne, Irish Kings and High-Kings, Londres, Batsford, 1973 (ISBN 0-7134-5882-8)
- (en) T.W Moody, F.X. Martin, F.J. Byrne A New History of Ireland IX Maps, Genealogies, Lists. A companion to Irish History part II . Oxford University Press réédition 2011  (ISBN 9780199593064) Kings of Connacht to 1224 p. 138.